# Egy dal csak az élet (zenemű)
Karel Vacek cseh zeneszerző 1933-ban  komponált, klasszikussá lett tangója  , amelyhez  cseh és német nyelven egyszerre született szöveg. A cseh szöveget Slansky Vacek Zikánka,  a német szöveget Fritz Löhner-Beda Du schwarzer Zigeuner  címmel írta.
A magyar szöveget közel 50 évvel később  -  az 1980-es években   -  Z. Horváth Gyula írta Pere János énekművész részére Egy dal csak az élet címmel.

## A zeneszerzőről
Karel Vacek 1902-ben született az Osztrák-Magyar Monarchia (jelenleg Csehország)  területén cseh-német nyelvterületen. Trombitaművészként különböző tánc, szalon és jazz zenekarokban játszott, katonakarmesterként is tevékenykedett. 
Zeneszerzőként polkákat, tangókat, keringőket, indulókat komponált. Leghíresebb műve az  Egy dal csak az élet c. tangó, amely Zikánka ill. Du schwarzwer Zigeuner címen nemzetközi siker lett az 1930-as évek Európájának legnagyobb gramofonlemez cége (Karl Lindström AG) forgalmazásában.
A tangó cseh szövege egy hűtlen cigánylányról, a német szöveg a hegedűjátékával bánatot feledtető muzsikus cigányról szól. A magyar szöveg filozófikus jellegű, mely szerint az élet olyan rövid, mint egy nóta vagy „csak” egy dal”.

## A zenemű eredeti (cseh és német) és  magyar szövege

### A tangó cseh szövege
Szövegíró : Slansky Vacek
Zikánka
Stíny lesa tajemné nad tábořištěm sní,
v dáli západ zhasíná září poslední.
Marně hledám nocí tmou cikánku nevěrnou,
zdá se mi, že nebudeš již nikdy mou.
Ref.:
Cikánko ty krásná, cikánko malá,
srdíčko ti láska má nespoutala.
Jiného ted´ mámí černé oči tvé,
které se mi zdáli být tak upřímné.
Až v ohni tábora zrudne tvůj vlas
a houslí tesklivý ozve se hlas.
Vzpomen´si, cikánko,že měl sem tě rád,
tu lásku ti nikdo víc nemůže dát.
Zmámila jsi duši mou, klid vrátit nemůžeš,
vše, co řekla ústa tvá změnilo se v lež.
Dříve,než se rozední, tvůj tábor zmizí v dál,
proč´s neřekla bych se tvojí lásky bál.
Ref.:
Cikánko ty krásná ………..

### A tangó német szövege
szövegíró:  Fritz Löhner-Beda
Du schwarzer Zigeuner
Refrén:
Du schwarzer Zigeuner, komm, spiel' mir was vor
Denn ich will vergessen heut', was ich verlor
Du schwarzer Zigeuner, du kennst meinen Schmerz
Und wenn deine Geige weint, weint auch mein Herz
Spiel' mir das süße Lied aus goldener Zeit
Spiel' mir das alte Lied von Lieb' und Leid
Du schwarzer Zigeuner, komm, spiel' mir ins Ohr
Denn ich will vergessen ganz, was ich verlor
Heut' kann ich nicht schlafen geh'n, heut' find' ich keine Ruh'
Ich will Tanz und Lichterglanz und Musik dazu
Grad' weil ich so traurig bin, drum bleib' ich nicht allein
Will mein Herz betören bei Musik und Wein

Refrén:
Du schwarzer Zigeuner, du kennst meinen Schmerz………..

### A tangó magyar szövege
szövegíró: Z. Horváth Gyula
Egy dal csak az élet
Néha, hogyha jön az est, a nap,ha véget ér
Régi kedves nótaszót hoz felém a szél
Nem találom a helyem, ki tudja mért van így
És ki tudja mért ilyen bolond a szív
Refrén :
Egy dal csak az élet, egy emlék talán
De szívemben még ma is ott muzsikál
Volt egyszer egy primás, s egy szép szemű lány
A hegedű néki szólt száz éjszakán
Hol az a régi nyár, rég messze tűnt
Egyetlen dal maradt csupán nekünk
Hát játszd azt a nótát most még egyszer el
Bár nékem már semmi más "csak" az életem
Elfelejtett szerelem még néha vissza tér
Róla mond mesét az éj, őt látom csak én
Álmaimban valahol még táncol egy leány
S néha arra gondolok, hogy vár még rám.

Refrén :
Egy dal csak az élet.....

### Énekesek

#### Cseh nyelven
R. A. Dvorszky 1933.

#### Német nyelven
Vico Torriani  1953.
Karel Gott 1971.

#### Magyar nyelven
Pere János 1985.